# Nagypeterd
Nagypeterd es un pueblo ubicado en el distrito de Szigetvár, en el condado de Baranya, Hungría.

## Superficie
Posee una superficie de 11,63 kilómetros cuadrados.

## Demografía
Hasta 2019 la población era de 660 habitantes, con una densidad de población de 56,75 habitantes por kilómetro cuadrado.